# Lutsk
Lutsk (en ucraïnès Луцьк, en rus Луцк, en polonès Łuck) és el centre administratiu de l'óblast de Volínia, a Ucraïna. Situada a la riba del Stir, un afluent del Prípiat, té una població estimada de 211.783 habitants (segons dades de 2011).

## Origen del nom
Fundada per pobles eslaus, la ciutat apareix registrada per primera vegada al Codi Hipatià de 1085 amb el nom de Lushesk. La seva etimologia mai ha estat precisa, tot i que hom reconeix tres grans hipòtesis:
- Prové de l'eslau antic luka, que fa referència a un meandre de riu, com el que es dona al Styr al seu pas per la localitat.
- Fou batejada en honor de Luka, cabdill de la tribu eslava dels dulebs, residents a la zona entre els segles vi i X.
- Deriva dels lucans (Luchanii), una antiga tribu eslava amb vincles amb els dulebs anteriors.

## Fills il·lustres
- Alexander Abramsky (1898-1985) compositor especialitzat en òperes.

## Economia
La ciutat de Lutsk és un important centre industrial. Múltiples fàbriques d'automòbils, calçat, mobles, maquinària, equipaments industrials i electrònica, així com algunes indústries tèxtils, siderúrgiques i químiques, es troben localitzades a l'àrea d'influència de la ciutat. D'altra banda, durant la Guerra Freda, la ciutat va acollir una base aèria de l'exèrcit soviètic.

## Ciutats agermanades
La localitat de Lutsk està agermanada amb els municipis de:
- Plantilla:Country data Belarús Brest-Litovsk, Belarús
- Bielsk Podlaski, Polònia
- Gori, Geòrgia
- Rzeszów, Polònia
- Lublin, Polònia
- Olsztyn, Polònia
- Toruń, Polònia
- Xiangtan, República Popular de la Xina
- Zamość, Polònia

## Demografia
Des del 1945, la majoria predominant de la població està formada per la comunitat ucraïnesa. Tot i així, Lutsk acull altres nacionalitats, entre les quals és possible destacar russos, polonesos, gitanos i pobles caucàsics.
| 1897*   | 1911    | 1926*   | 1939*   | 1959*   | 1970*   | 1979*   |
| ------- | ------- | ------- | ------- | ------- | ------- | ------- |
| 18.500  | 31.800  | 21.200  | 35.600  | 55.663  | 93.863  | 137.344 |
| 1989*   | 2001*   | 2007    | 2008    | 2009    | 2010    | 2011    |
| 197.724 | 208.816 | 206.530 | 207.586 | 209.285 | 210.775 | 211.783 |